# John Chichester, 1. Baronet (of Raleigh)
Sir John Chichester, 1. Baronet (* 23. April 1623; † 2. November 1667) war ein englischer Adliger und Politiker.

## Leben
John Chichester entstammte einem Zweig der Familie Chichester, einer alten Familie der Gentry aus Devon. Er war der älteste Sohn von Sir Robert Chichester und von dessen Frau Mary Hill, damit war er ein Urenkel von Sir John Chichester. Sein Vater besaß das Gut Raleigh bei Barnstaple und weitere Ländereien in Norddevon, starb jedoch bereits 1627, womit der junge John zum Erben der Besitzungen wurde. Er studierte von 1638 bis 1640 am Exeter College in Oxford. Zu Beginn des englischen Bürgerkriegs wurde er als Royalist am 4. August 1641 in der Baronetage of England zum Baronet, of Raleigh in the County of Devon, erhoben, doch 1644 wurden Hunderte von Soldaten der Parlamentstruppen auf seinem Gut Raleigh einquartiert. Er verbrachte längere Zeit im französischen Exil und behauptete später, dass seine Besitzungen auch von royalistischen Soldaten verwüstet worden waren. Er bekleidete während des Commonwealth zwar keine Ämter, doch erreichte er, dass er nicht wie andere ehemaligen Royalisten mit hohen Strafsteuern belegt wurde. Erst zu Beginn der Stuart-Restauration wurde er im Juli 1660 zum Friedensrichter und vermutlich im August zum Deputy Lieutenant für Devon ernannt. Bei der Wahl zum House of Commons 1661 wurde er als Abgeordneter für Barnstaple gewählt und hatte dieses Mandat bis zu seinem Tod inne. Während des sogenannten Cavalier Parliament war er, teils gesundheitsbedingt relativ inaktiv und wurde in nur drei Ausschüsse berufen. 1662 wurde er zusammen mit Sir James Smyth beauftragt, die Akzise in Devon zu erheben, doch 1665 wurde er von dieser Aufgabe entbunden. 1665 wurde er zum Recorder von Barnstaple gewählt. Am 2. November 1667 tötete er wahrscheinlich im Fieberwahn eine junge Frau, die vermutlich seine Geliebte war, und starb am selben Abend an den Pocken.
In erster Ehe hatte Chichester am 28. Januar 1647 Elizabeth Rayney geheiratet, eine Tochter von Sir John Rayney, 1. Baronet und von dessen Frau Catharine Style aus Wrotham in Kent. Nach ihrem Tod im November 1654 hatte er am 18. Juli 1655 Mary, die Witwe des Londoner Kaufmanns George Warcup geheiratet. Sie war eine Tochter von Theodore Colly. Mit ihr hatte er mindestens drei Söhne:
- Sir John Chichester, 2. Baronet (um 1658–1680);
- Sir Arthur Chichester, 3. Baronet (um 1662–1718);
- Henry Chichester.

Sein Erbe wurde zunächst sein ältester Sohn John, nach dessen frühen Tod sein zweitältester Sohn Arthur.